# Damernas trampolin i gymnastik vid olympiska sommarspelen 2012
Damernas trampolin i gymnastik vid olympiska sommarspelen 2012 avgjordes den 4 augusti 2012 mellan 16 gymnaster från totalt 14 nationer. De deltagande började med en kvaltävling med två olika hoppomgångar (en med obligatoriska moment och en med frivilliga), därefter gick de åtta främsta vidare till en hoppfinal. Där gjorde varje gymnast en serie vardera och den med mest poäng vann guld.

## Medaljörer
| Gren               | Guld                       | Silver              | Brons         |
| Damernas trampolin | Rosannagh MacLennan Kanada | Huang Shanshan Kina | He Wenna Kina |

## Resultat

### Kvaltävling
| Plac. | Gymnast                   | Obligatorisk hoppserie | Frivillig hoppserie | Pen. | Totalt  | Notering |
| ----- | ------------------------- | ---------------------- | ------------------- | ---- | ------- | -------- |
| 1     | He Wenna (CHN)            | 48.860                 | 56.640              |      | 105.500 | Q        |
| 2     | Huang Shanshan (CHN)      | 48.499                 | 56.260              |      | 104.759 | Q        |
| 3     | Tatsiana Piatrenia (BLR)  | 48.785                 | 55.970              |      | 104.755 | Q        |
| 4     | Rosannagh MacLennan (CAN) | 48.230                 | 56.220              |      | 104.450 | Q        |
| 5     | Karen Cockburn (CAN)      | 47.900                 | 56.045              |      | 103.945 | Q        |
| 6     | Luba Golonvia (GEO)       | 47.805                 | 53.935              |      | 101.740 | Q        |
| 7     | Savannah Vinsant (USA)    | 46.400                 | 54.955              |      | 101.355 | Q        |
| 8     | Victoria Voronina (RUS)   | 47.150                 | 53.845              |      | 100.995 | Q        |
| 9     | Kat Driscoll (GBR)        | 46.335                 | 54.650              |      | 100.985 |          |
| 10    | Anna Dogonadze (GER)      | 46.540                 | 53.830              |      | 100.370 |          |
| 11    | Ana Rente (POR)           | 47.265                 | 53.010              |      | 100.275 |          |
| 12    | Yekaterina Xilko (UZB)    | 47.240                 | 52.050              |      | 99.290  |          |
| 13    | Andrea Lenders (NED)      | 46.270                 | 51.845              |      | 98.115  |          |
| 14    | Ayano Kishi (JPN)         | 45.745                 | 52.240              |      | 97.985  |          |
| 15    | Zita Frydrychová (CZE)    | 44.345                 | 32.215              |      | 76.560  |          |
| 16    | Maryna Kyiko (UKR)        | 41.940                 | 31.520              |      | 73.460  |          |

### Final
| Plac. | Gymnast                   | Svårighet | Utförande | Höjd   | Pen. | Totalt | Notering |
| ----- | ------------------------- | --------- | --------- | ------ | ---- | ------ | -------- |
| 1     | Rosannagh MacLennan (CAN) | 15.400    | 25.600    | 16.305 |      | 57.305 |          |
| 2     | Huang Shanshan (CHN)      | 15.000    | 25.400    | 16.330 |      | 56.730 |          |
| 3     | He Wenna (CHN)            | 14.800    | 24.800    | 16.350 |      | 55.950 |          |
| 4     | Karen Cockburn (CAN)      | 14.800    | 25.000    | 16.060 |      | 55.860 |          |
| 5     | Tatsiana Piatrenia (BLR)  | 14.400    | 25.200    | 16.070 |      | 55.670 |          |
| 6     | Savannah Vinsant (USA)    | 14.500    | 24.400    | 16.065 |      | 54.965 |          |
| 7     | Luba Golovina (GEO)       | 14.400    | 23.100    | 15.425 |      | 52.925 |          |
| 8     | Victoria Voronina (RUS)   | 6.100     | 9.200     | 6.615  |      | 21.915 |          |